# Валовищки бани
Валовищките бани (на гръцки: Λουτρά, Лутра или Λουτρά Σιδηροκάστρου, Лутра Сидирокастру) е курортно селище в Република Гърция, Егейска Македония, дем Синтика на област Централна Македония.

## География
Валовищките бани са разположени на 10 km северозападно от Валовища (Сидирокастро), на левия бряг на Струма (Стримонас) на изхода на Рупелския пролом.